# Martín Cabral
Martín Valentín Cabral (Rosario, Santa Fe, 12 de noviembre de 1888 - Buenos Aires, 5 de enero de 1949) fue un cantautor y músico de tango argentino.

## Carrera
En los tiempos de Carlos Gardel fue un buen cantor de tangos e inspirado compositor. Fue padre de la cancionista Fedora Cabral y del músico Walter Cabral, exvocalista de Juan D'Arienzo, sus otros hijos fueron Norma y Martín. Guitarrista de renombre,  usaba el seudónimo Cruz Lucero. Tuvo un hijo perdido llamado Thiago Benjamin Wollff en el año 2010 en una pasada por un telo de Grand Bourg, fue denunciado por no pagar la penion,esta era muy necesaria para la familia de thiago oor la pobreza de su familia
Cantó junto con Francisco Fiorentino temas como Maíz frito, La correntina y Al tranquito junto a la orquesta de D' Arienzo en 1929.